# ديميثاناميد
ديميثيناميد هو مبيد أعشاب واسع الاستخدام. في عام 2001 وحده استُخدمَ حوالي 7 مليون رطل (3,200 t) من ثنائي ميثيناميد في الولايات المتحدة. تم تسجيل ديميثيناميد لمكافحة الحشائش السنوية، وبعض الحشائش السنوية عريضة الأوراق والنباتات في حقول الذرة والذرة والفشار وفول الصويا. يسمح الملصق الإضافي أيضًا باستخدام الذرة الحلوة والذرة الرفيعة والفاصوليا الجافة والفول السوداني. عند تسجيل ثنائي ميثيناميد (SAN 582H/Frontier)، خلصت وكالة حماية البيئة إلى أن الوسيلة الأساسية لتبديد ثنائي ميثيناميد المطبق على سطح التربة هي التحلل الضوئي، بينما كان الفقد تحت السطح يرجع إلى حد كبير إلى الأيض الميكروبي. تم العثور على مبيدات الأعشاب التي تخضع للتحلل الميكروبي اللاهوائي في ظل ظروف نزع النتروجين، أو تقليل الحديد أو تقليل الكبريتات، أو الميثانوجين. في تلك الدراسة، تم العثور على أكثر من نصف الكربون المضاف لمبيدات الأعشاب (بناءً على 14 علامة C) ليتم دمجها بشكل لا رجعة فيه في البقايا المرتبطة بالتربة.